# Albert Guilloux
Pour les articles homonymes, voir Guilloux.
Albert Gaston Guilloux né à Rouen le 9 octobre 1871 et mort à Paris le 30 novembre 1952 est un sculpteur et peintre français.

## Biographie

### Formation
Par son environnement familial, Albert Guilloux est sensibilisé très tôt à l'art du modelage. Son père, Benjamin, ainsi que son oncle Eugène, sont sculpteurs ornemanistes. Son frère aîné, Alphonse Guilloux, est sculpteur et enseigne le modelage et la composition décorative à l’École régionale des beaux-arts de Rouen.
Après l'école Théodore-Bachelet, c’est d’ailleurs dans la classe de ce dernier qu’il poursuit son cursus scolaire en 1888. En 1891, une bourse de la Ville de Rouen lui donne les moyens d’aller à Paris et d’entrer à l’École nationale supérieure des beaux-arts. Élève studieux, il reçoit une solide formation académique auprès des maîtres Jules Cavelier, Louis-Ernest Barrias et Jules Coutan. Au cours de ses études artistiques, il est récompensé par une médaille de 2e classe au concours de figure d’après nature en 1895, le prix Chenavard en 1897 et une seconde médaille de figure modelée en 1899.

### Carrière de sculpteur

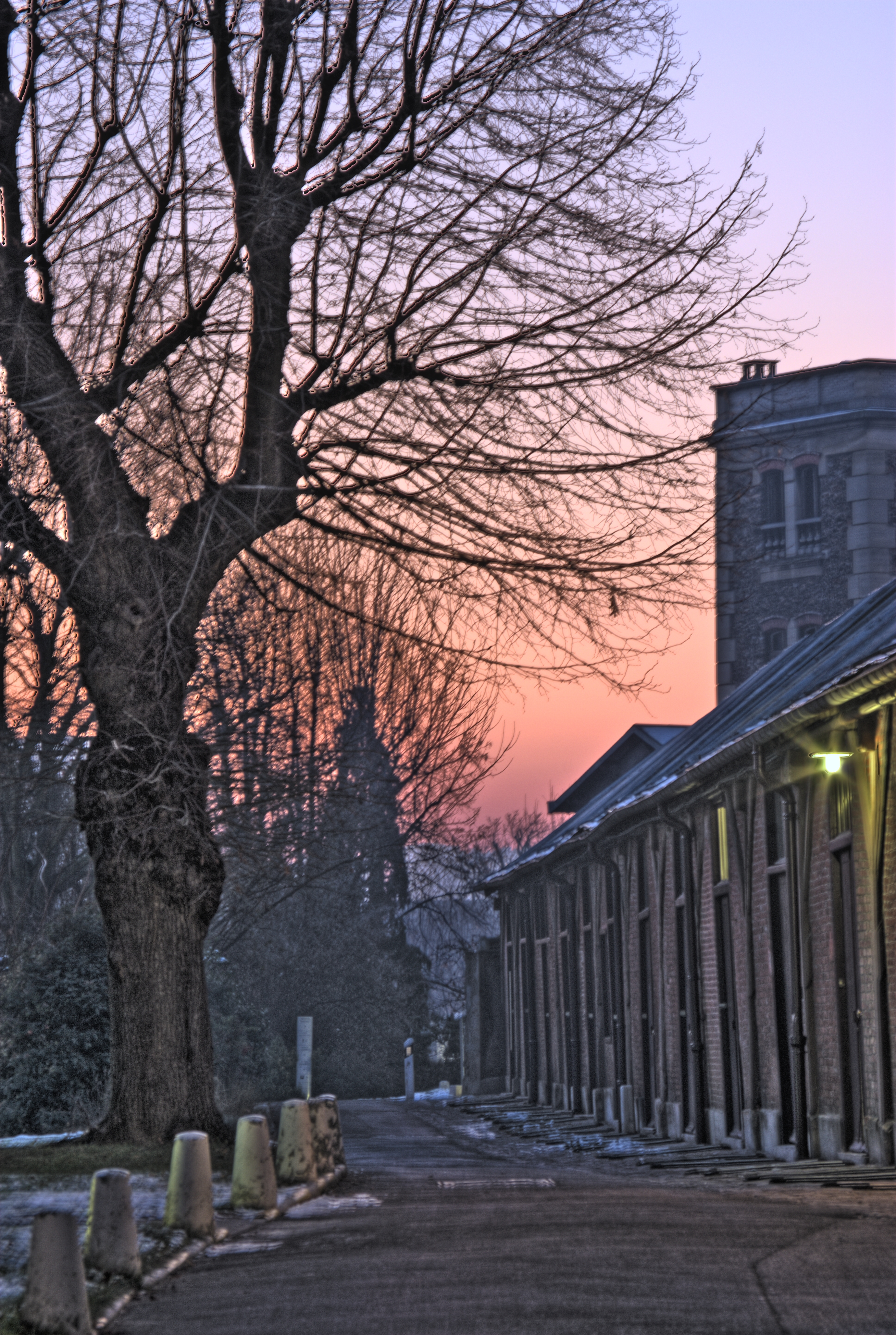
Ateliers du 77, avenue Denfert-Rochereau, aménagés dans d'anciennes écuries.

En 1899, il débute au Salon des artistes français avec un groupe en plâtre, Ève retrouvant le corps d’Abel, qui lui vaut une médaille de 3e classe et un achat par l’État. Il s’installe dans un atelier de Montparnasse, au 77, rue Denfert-Rochereau (actuellement 77, avenue Denfert-Rochereau). Il est nommé officier d'Académie en 1902.
Il revient au même Salon en 1903 où il expose un groupe plâtre La Goule et le marbre du groupe Ève retrouvant le corps d’Abel. Ce dernier, acquis par l’État, est récompensé par une médaille de 2e classe et le jury lui décerne le grand prix du Salon pour La Goule. Ce prix est doté d’une bourse de voyage.
Le marbre Ève retrouvant le corps d'Abel sera affectée à la commune de Piana, en Corse, par le ministère des Beaux-Arts en 1923.
Au Salon de 1906, Albert Guilloux obtient une médaille de 1re classe pour la statue La Nouvelle Muse ; il devient alors hors-concours et membre du jury.
Après plusieurs années pour formaliser le projet avec les commanditaires, Albert Guilloux exécute le tombeau du cardinal Léon-Benoit-Charles Thomas. Placé dans une chapelle de la cathédrale Notre-Dame de Rouen, ce monument est inauguré en mai 1911.
En 1913, il présente au Salon la statue L'Opprimé prenant conscience de sa force ; cette œuvre vigoureuse en marbre gris fait l’objet d’une acquisition par la Lady Lever Art Gallery à Liverpool.
Par décret du 30 juillet 1914, Albert Guilloux est nommé chevalier de la Légion d'honneur sur proposition du ministre de l’Éducation et des Beaux-Arts. Il doit rejoindre Rouen en urgence pour cause de mobilisation générale quand éclate la Première Guerre mondiale.
Après la guerre, Albert Guilloux reprend son activité de sculpteur. Il réalise quelques monuments aux morts pour les communes de Cambo-les-Bains, Elbeuf, Auffay, Bacqueville-en-Caux et aux élèves du lycée de Rouen morts pour la France.
Dans cette période d’entre-deux-guerres, il répond aussi à des commandes de statuaire religieuse pour les paroisses de Louveciennes, Thiais, Condé-sur-Risle, l'église Saint-Michel du Havre et l'église Saint-Nicaise de Rouen. 
En 1927, il est choisi par le collège Saint-Marc d'Alexandrie en Égypte, pour l'exécution de trois statues en marbre, Saint Marc au lion, Saint Jean-Baptiste de La Salle, Le Sacré Cœur et un moulage en plâtre de La Cène destiné à la fonte en bronze.
Il obtient une médaille d’or, à Paris en 1937, pour une Tête d'homme, à l’Exposition internationale des arts et techniques dans la vie moderne.

### Carrière d’artiste peintre
Albert Guilloux a également une passion pour la peinture. Il décide de consacrer la bourse de voyage, obtenue en 1903 avec le prix du Salon, à un séjour en Italie pour se perfectionner en dessin et en peinture.
Dès novembre 1899, Albert Lebourg, son parrain, lui prodigue, dans un courrier, des conseils pour composer sa palette et construire son motif, après avoir vu les études de son filleul[réf. nécessaire].
En 1920, Albert Guilloux devient propriétaire d’une maison à Saint-Vaast-d'Équiqueville, où il aménage un autre atelier.
Il peint de nombreux paysages de la vallée de la Béthune, des bouquets de fleurs de son jardin et quelques portraits.
En tant que peintre, il participe au Salon des artistes normands à Paris en 1926 et 1927 et au Salon d'hiver de 1937 et 1947.
Il diffuse sa production picturale par le biais de la galerie du marchand de couleurs Clouet à Dieppe.
Albert Guilloux meurt dans son atelier parisien en 1952.

## Distinctions
- Officier d'académie (1902).
- Chevalier de la Légion d'honneur (décret du 30 juillet 1914). Il est fait chevalier par le peintre Albert Lebourg le 9 août 1914.

## Œuvres
- La Goule, groupe plâtre. Détruit lors de l'incendie de l'Exposition universelle de Bruxelles de 1910.
- Ève retrouvant le corps d’Abel, groupe plâtre, musée des Beaux-Arts de Rouen.
- Ève retrouvant le corps d’Abel, groupe marbre, mairie de Piana (Corse-du-Sud).
- La nouvelle Muse, groupe plâtre, acquis par le conseil général de la Seine, localisation inconnue.
- Tombeau du cardinal Tomas, cathédrale Notre-Dame de Rouen. Détruit dans les bombardements d’avril 1944.
- L'Opprimé prenant conscience de sa force, marbre gris, Liverpool, Lady Lever Art Gallery.
- L'Opprimé prenant conscience de sa force, plâtre, don de l’artiste au musée des Beaux-Arts de Rouen en 1930.
- Monument au docteur Merry Delabost, buste, Barentin, rue Général-Giraud.
- Monuments aux morts de Cambo-les-Bains, Auffay (1921), Bacqueville-en-Caux (1922), Elbeuf, lycée de Rouen.
- Saint Michel terrassant le dragon, groupe en marbre, Le Havre, église Saint-Michel. Détruit dans les bombardements de 1944.
- Tombe de Eugène Richard, cimetière monumental de Rouen (1938)[14].

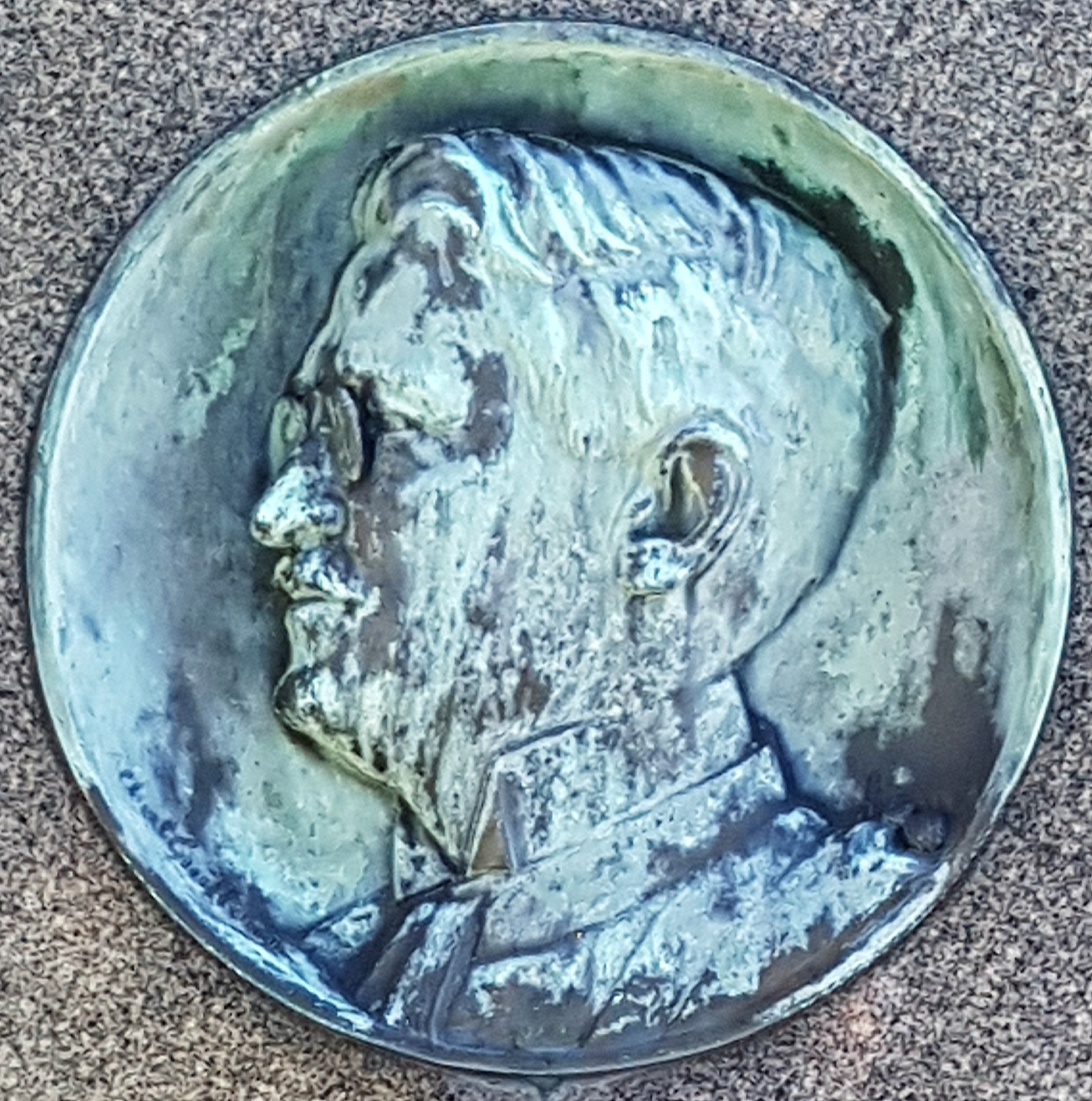
Eugène Richard (1938).